# Ioanna Avraam
Ioanna Avraam (* in Nikosia) ist eine zyprische Balletttänzerin. Seit 2008 ist sie Tänzerin des Balletts der Wiener Staatsoper und Volksoper Wien. Seit 2022 ist sie Erste Solotänzerin des Wiener Staatsballetts.

## Leben und Wirken
Ioanna Avraam begann im Alter von vier Jahren mit dem Tanzen und absolvierte ihre Ausbildung an der Nadina Loizidou Ballet School in Limassol sowie später an der Heinz-Bosl-Stiftung der Ballett-Akademie in München. Ihre Premiere gab sie am Diastasis Ballett in Zypern sowie am Bayerischen Staatsballett. Seit 2008 ist Mitglied des Balletts der Wiener Staatsoper und der Volksoper Wien. 2010 stieg sie zur Halbsolistin sowie 2014 zur Solistin auf, ehe sie 2022 unter Martin Schläpfer zur ersten Solotänzerin wurde. Ihre Premiere als Solotänzerin gab sie im September 2022 als Tatiana in John Crankos Ballett Onegin. Anschließend verkörperte sie Lilac Fairy in der Premiere von Martin Schläpfers Choreographie von Dornröschen. 2024 war sie als Odette/Odile in Richard Nurejews Klassiker Schwanensee zu sehen sowie als Kitri in Don Quixote.
Im Zuge des Neujahrskonzerts der Wiener Philharmoniker 2018 war sie gemeinsam mit Michail Sosnowstschi und anderen Paaren zu Rosen aus dem Süden in Schloss Eckartsau zu sehen. Beim Neujahrskonzert 2022 war sie erneut während des Walzers Tausend und eine Nacht in der Schloss- und Gartenanlage von Schönbrunn zu sehen. 2024 war sie beim Neujahrskonzert zum Walzer Wiener Bürger auf Schloss Rosenburg zu sehen.

## Repertoire als Tänzerin (Auswahl)
- Titelrolle und Ein Bauernpaar in Giselle (Choreographie: Jelena Tschernischowa)
- Prinz Florimund und Pas de quatre in Dornröschen (Choreographie: Peter Wright)
- Tatjana in Onegin (Choreographie: John Cranko)
- Titelrolle in Giselle Rouge von Boris Eifman
- Titelrolle in Die Schneekönigin (Choreographie: Michael Corder)
- Julia in Roméo et Juliette (Choreographie: Davide Bombana)
- Kitri und Amor in Don Quixote (Choreographie: Rudolf Nurejew)
- Odette/Odile in Schwanensee (Choreographie: Rudolf Nurejew)
- Clémence in Raymonda (Choreographie: Rudolf Nurejew)
- Luisa in Der Nussknacker (Choreographie: Rudolf Nurejew)
- Fee des Ehrgefühls und Pas de quatre in Dornröschen (Choreograph: Peter Wright)
- Lescauts Geliebte in Manon (Choreograph: Kenneth MacMillan)
- Marie Gräfin Larisch und Prinzessin Louise in Mayerling (Choreograph: Kenneth MacMillan)
- Helena in Ein Sommernachtstraum (Choreographie: Jorma Elos)
- Gulnare und Zulméa in Le Corsaire (Choreographie: Manuel Legris)
- Vivette in L’Arlésienne (Choreographie: Roland Petit)
- Romola Nijinsky und Armide in Le Pavillon d’Armide (Choreographie: John Neumeier)
- Prudence Duvernoy in Die Kameliendame (Choreographie: John Neumeier)
- Madame Elisabeth in Marie Antoinette (Choreographie: Patrick de Bana)
- Ingrid in Peer Gynt (Choreographie: Edward Clug)
- La Fée des Lilas in Dornröschen (Choreographie: Martin Schläpfer)

## Auszeichnungen
- 2023: Artist Award der Cyprus Academy of Sciences, Letters and Arts
- 2024: Besondere Würdigung der Jury des Helena Vaz da Silva European Award für die Sensibilisierung der Öffentlichkeit für das europäische Kulturerbe[7]